# Satomi Suzuki
Satomi Suzuki (Japans: 鈴木 聡美, Suzuki Satomi) (Onga (Prefectuur Fukuoka), 29 januari 1991) is een Japanse zwemster. Op de Olympische Spelen 2012 won ze brons bij de 100 meter schoolslag voor dames. Suzuki studeert aan de Yamanashi Gakuin University.

## Resultaten
| Jaar | Olympische Spelen                             | WK langebaan | WK kortebaan | EK langebaan | EK kortebaan |
| ---- | --------------------------------------------- | ------------ | ------------ | ------------ | ------------ |
| 2012 | 100 meter schoolslag · 4x100 meter wisselslag |              |              |              |              |